# Брансон (Колорадо)
Брансон (енгл. Branson) град је у америчкој савезној држави Колорадо.

## Демографија
По попису из 2010. године број становника је 74, што је 3 (-3,9%) становника мање него 2000. године.
| Група             | 2000.      | 2010.      |
| Белци             | 60 (77,9%) | 51 (68,9%) |
| Афроамериканци    | 0 (0,0%)   | 0 (0,0%)   |
| Азијати           | 0 (0,0%)   | 1 (1,4%)   |
| Хиспаноамериканци | 15 (19,5%) | 20 (27,0%) |
| Укупно            | 77         | 74         |